# Гудермес
Гудермес (рус. Гудермес) град је у Русији у Чеченији. Према попису становништва из 2010. у граду је живело 45631 становника.

## Становништво
| 1939.  | 1959.  | 1970.  | 1979.  | 1989.  | 2002.  | 2010.  |
| ------ | ------ | ------ | ------ | ------ | ------ | ------ |
| 10.737 | 18.553 | 32.445 | 34.012 | 38.089 | 33.756 | 45.631 |